# イゴール・ココスコフ
イゴール・ココスコフ  (Igor Stefan Kokoškov セルビア語: Игор Стефан Кокошков 1971年12月17日 - )は、セルビア出身のバスケットボールコーチ。現在はアトランタ・ホークスのアシスタントコーチを務めている。

## 経歴
旧ユーゴスラビア (現：セルビア)のベオグラード大学を卒業後、1992年から国内リーグでコーチ業を開始。1999年に渡米し、ミズーリ大学のアシスタントコーチに就任。NCAA史上初のアメリカ国外出身のコーチとなった。
2000年夏、NBAのロサンゼルス・クリッパーズのアシスタントコーチに就任し、リーグ初のアメリカ国外出身のコーチとなり、アルヴィン・ジェントリーヘッドコーチの下で3年間コーチ業を学んだ。
2003年夏、デトロイト・ピストンズのアシスタントコーチに就任。ラリー・ブラウンとフリップ・ソーンダーズの下で5年間コーチを務め、2004年はNBAチャンピオンを経験。更に2006年にはNBAオールスターゲームのアシスタントコーチを務め、いずれもリーグ初のアメリカ国外の外国籍出身のコーチとしての快挙を成し遂げた。
2008年7月20日、フェニックス・サンズのアシスタントコーチに就任し、5年間コーチを務めた。
2013-14シーズンはクリーブランド・キャバリアーズのアシスタントコーチを務めた。
2015年2月17日、ジェームズ・ボーレゴ暫定ヘッドコーチの誘いを受けオーランド・マジックのアシスタントコーチに就任し、シーズン終了までコーチを務めた。
2015年7月1日、ユタ・ジャズのアシスタントコーチ就任した。
2018年5月2日、フェニックス・サンズのヘッドコーチに就任した。ココスコフは北アメリカ以外で生まれ育った人物として初めてNBAのヘッドコーチに就任した。
2020年7月4日、バスケットボール・ターキッシュ・リーグに所属するフェネルバフチェのヘッドコーチに就任した。
2021年7月29日、ダラス・マーベリックスのアシスタントコーチに就任した。
2022年7月6日、ブルックリン・ネッツのアシスタントコーチに就任した。
2023年6月15日、アトランタ・ホークスのアシスタントコーチに就任した。

## 代表チーム歴
2004年から2年間セルビア・モンテネグロ代表を率い、2008-2015年にかけてはジョージア代表のヘッドコーチを務めた。また2016年1月から2017年までは、スロベニア代表のヘッドコーチを務め、ユーロバスケット2017ではチームを優勝に導いた。

## その他
ココスコフは2009年結婚。翌2010年にはアメリカ合衆国の市民権を取得した。